# ماريدي
ماريدي (بالإنجليزية: Maridi)‏ هي مدينة من مدن جنوب السودان. يبلغ عدد سكانها 18000 نسمة وذلك حسب إحصائيات سنة 2011. يبلغ ارتفاع المدينة عن سطح البحر قرابة 700 متر. تقع على خط عرض 4.91 وخط طول 29.45.